# Østifternes Brandforsikring
Østifternes Brandforsikring var et dansk forsikringsselskab, der eksisterede fra 1889 til 2000.
Sammen med selskaberne Kjøbenhavns Brandforsikring og Købstædernes alm. Brandforsikring og Landbygningernes Brandforsikring (Alm. Brand) dominerede selskabet markedet for brandforsikring i Danmark helt frem til begyndelsen af 1970'erne. Fra april 1972 til april 1975 indgik selskaberne i I/S Samarbejdende Brandforsikringer for bedre at kunne stå sig i konkurrencen.

## Frasalg og opkøb
Gennem mange år samarbejdede Østifterne med Unibank, hvis forsikringsselskab Enhjørningen Østifterne ejede 40 procent af. Samarbejdet stoppede i 1999, da Unibank fusionerede med Tryg-Baltica. Østifterne solgte derfor sin ejerandel.
I august 1999 offentliggjordes det, at Østifternes forsikringsforretning var blevet solgt til Nykredit, der ville drive forsikringsdivisionen videre i eget navn.
Østifterne ophørte som selvstændigt selskab i april 2000 og fortsatte som foreningen Østifterne. Senere samme år annullerede Finanstilsynet selskabets tilladelse til at drive forsikringsvirksomhed.
Selskabet havde frem til 2000 hovedsæde i Nørre Farimagsgade i København.